# Gibberella zeae
Gibberella zeae (anamorf: Fusarium graminearum) är en svampart som först beskrevs av Ludwig David von Schweinitz, och fick sitt nu gällande namn av Petch 1936. Gibberella zeae ingår i släktet Gibberella och familjen Nectriaceae.  Arten är reproducerande i Sverige. Inga underarter finns listade i Catalogue of Life.

## Axfusarios
Gibberella zeae kan ge upphov till sjukdomen axfusarios i spanmålsgrödor och majs, en sjukdom som förutom skördenedsättning kan leda till att skörden blir kontaminerad av mykotoxiner. Gibberella zeae producerar till exempel toxinerna deoxynivalenol och zearalenone som har negativa hälsoeffekter både på människor och djur.

## Källor

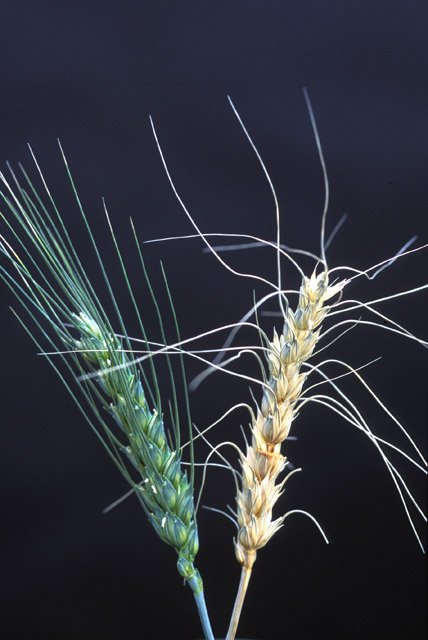